# 10606 Crocco
10606 Crocco è un asteroide della fascia principale. Scoperto nel 1996, presenta un'orbita caratterizzata da un semiasse maggiore pari a 3,1437648 au e da un'eccentricità di 0,1030797, inclinata di 17,65032° rispetto all'eclittica.
Il nome è in onore dell'ingegnere aerospaziale italiano Gaetano Arturo Crocco.